# 구피 (어류)
구피(영어: guppy,학명: Poecilia reticulata)는 전세계에 널리 분포하고 있는 난태생 열대어이다. 남아메리카 북동쪽의 담수 또는 기수 지역이 원산지이나 관상용이나 생물적 방제를 이유로 많은 나라에 도입되었고 현재는 전세계적으로 찾아볼 수 있다. 적응력이 뛰어나 다양한 환경적이나 생태적 조건 아래에서 살 수 있다. 수컷이 암컷보다 크기가 작다. 수컷은 몸과 꼬리지느러미에 아름다운 색깔과 무늬를 갖고 있다. 야생 구피는 저질의 조류나 수서 곤충의 유충을 먹이로 한다. 생태학, 진화학, 행동과학 등의 분야에서 연구 소재로 쓰인다 뀨.

## 이름의 유래
구피는 1859년 베네수엘라에서 빌헬름 페테르스(독일어: Wilhelm Peters)가 발견하여 Poecilia reticula로 명명했다. 1861년 바베이도스에서는 필리포 데 필리피(이탈리아어: Filippo De Filippi)가 발견하여 Lebistes poecilioides로 명명했다. 1866년에는 알베르트 귄터(독일어: Albert Günther)가 구피를 발견했고 이전에 로버트 존 레치미어 구피(영어: Robert John Lechmere Guppy)가 트리니다드에 사는 종들의 생물 표본을 런던 자연사 박물관으로 보낸 것을 기려 그의 이름을 따 Girardinus guppii로 명명했다. 이후 1913년 찰스 테이트 리건(영어: Charles Tate Regan)이 Lebistes reticulatus로 재분류했고 1963년 미국의 어류학자인 돈 에릭 로젠(영어: Donn Eric Rosen)과 리브 매클래런 베일리(영어: Reeve Maclaren Bailey)가 이를 취합해 첫 학명인 Poecilia reticula로 정리했다. 구피의 학명은 빈번히 바뀌었고 많은 이명을 가지고 있으나 Girardinus guppii에서 따온 구피라는 이름은 그대로 남아 여전히 일반명으로 쓰인다.

## 분포와 서식
구피의 원산지는 앤티가바부다, 바베이도스, 수리남, 가이아나, 트리니다드 토바고와 베네수엘라다. 그러나 다른 많은 나라에서 구피를 도입했으며 남극을 제외한 모든 대륙에 분포하고 있다. 호주와 뉴질랜드 등에서는 말라리아의 확산을 막기 위해 도입되었고 장구벌레를 잡아먹음으로써 생물적 방제 역할을 기대했으나 오히려 토착 생태계에 안 좋은 영향을 초래했다. 구피는 크고 깊으며 유속이 쎈 강보다는 작은 하천이나 개울, 연못 등에 많이 서식하는 경향이 있다. 연구에 따르면 구피는 적응력이 강해 남아메리카 본토의 해안가 근처에 위치한 개울 등의 거의 모든 민물에 서식한다. 기수에서 발견되지는 않으나 기수에 내성이 있어 몇몇 기수 환경에서도 서식한다. 온도는  26도 언저리에서 잘 생활한다. 무환수 어항에서 키울 경우  수초어항에 환수는 20~30%  사는곳이 아열대 기후가 아닌 이상은 성능 좋은 히터는 필수다.

## 특징
구피는 성적 이형성을 가지고 있다. 야생의 구피 암컷은 무늬가 없고 몸 전체가 회색을 띄지만, 수컷은 몸과 꼬리에 다양한 색상의 화려한 무늬나 점 등으로 암컷을 유혹한다.  이로 인해 포식자에게 더 발견되기 쉬워질 수 있으나 이러한 특징은 암컷의 짝 선호도와 연관된 것으로 여겨진다. 수컷이 1.5~4cm, 암컷이 3~7cm로 수컷이 암컷보다 작다. 이는 암컷은 성장을 멈추지 않지만 수컷의 경우 성숙기동안 성장을 늦추기 때문이다. 색상과 무늬의 발현은 갑상샘 호르몬의 조절로 일어난다. 갑상샘 호르몬은 발현 뿐만 아니라 내분비 기능의 조절에도 관여한다. 구피는 인간과 같이 23쌍의 염색체를 가지고 있고 그 중 하나는 성염색체다. 수컷의 표현형은 Y염색체와 관련이 있는 형질이며 유전된다.